# 안희봉
안희봉(安熙奉, 1972년 10월 18일 ~ )은 전 KBO 리그 야구 선수의 내야수이다.

## 출신학교
- 대전고등학교
- 연세대학교 (1991학번)